# 林千代
林 千代（はやし ちよ）は、日本の脚本家、劇作家、放送作家。NPO法人「上方演芸研進社 mydo」理事長。
大阪府生まれ育ち。父は漫才作家の秋田實（1905年 - 1977年）。大学卒業後の1975年に放送作家デビューする。シナリオ・センター大阪校の出身。
2015年現在はライターズカンパニーに所属。読売テレビ番組審議会委員を長く務めている。また、大阪府大阪市に所在する心斎橋大学の講師も務めている。

## 主な作品

### テレビドラマ
- 必殺シリーズ
  - 必殺仕事人III 第36話（1983年、朝日放送）
  - 必殺仕事人IV（1983年 - 1984年、朝日放送）
  - 必殺仕切人（1984年、朝日放送）
  - 必殺仕事人V（1985年、朝日放送）
  - 必殺橋掛人（1985年、朝日放送）
  - 必殺仕事人V・激闘編（1986年、朝日放送）
  - 必殺仕事人V・旋風編（1986年、朝日放送）
- 部長刑事 → 新・部長刑事 アーバンポリス24（1984年 - 1997年、朝日放送）
- いい話みつけ旅（1986年、朝日放送）
- 阪急ドラマシリーズ
  - 1・2・3と4・5・ロク（1988年、関西テレビ）
  - 新1・2・3と4・5・ロク（1989年、関西テレビ）
  - わんぱく天使（1990年 - 1991年、関西テレビ）
- 朝の連続ドラマ
  - 花いちばん（1986年、読売テレビ）
  - 花真珠（1990年、読売テレビ）
  - 花友禅（1991年、読売テレビ）
- ドラマ30
  - 野々山家の人々（1994年、MBS）
  - 車いすの金メダル（1998年、MBS）

## 受賞
- 昭和55年度松竹新喜劇舞台脚本入選「かわいい女たち」[7]
- 昭和56年度文化庁舞台芸術創作奨励賞 現代劇部門入賞「支流・本流」[7]
- 昭和56年度東芝日曜劇場公募入選「愛、それぞれ」[7]
- 第22回上方お笑い大賞 秋田実賞[11]（読売テレビ主催）[7]